# Blackdiamondskye
Blackdiamondskye – trasa koncertowa amerykańskiego zespołu muzycznego Alice in Chains, zorganizowana jesienią 2010. W roli supportu wystąpiły formacje Deftones i Mastodon. Tournée objęło wyłącznie miasta Ameryki Północnej, i składało się z 19 koncertów. Nazwa trasy wzięła się z kontaminacji nazw albumów studyjnych Black Gives Way to Blue, Diamond Eyes i Crack the Skye.

## Opis trasy
Po zakończeniu przez Alice in Chains trasy Black Gives Way to Blue Tour, zespół zrobił sobie niespełna tygodniową przerwę w koncertowaniu. 13 sierpnia formacja wystąpiła w Sturgis w ramach Sturgis Bike Rally 2010. Miesiąc później, wraz z zespołami Deftones i Mastodon, Alice in Chains zorganizowało wspólne tournée Blackdiamondskye, którego nazwę zaczerpnięto z kontaminacji trzech tytułów albumów studyjnych każdego z wykonawców. Trasę zapowiedziano w kwietniu, a bilety trafiły do sprzedaży 15 maja (pięć dni wcześniej ukazały się w specjalnej przedsprzedaży zorganizowanej przez fanklub). David Benveniste, menedżer Alice in Chains przyznał: „Zamiast korzystać z tradycyjnej formy sprzedaży biletów poprzez informację, chcieliśmy zaangażować fanów jako pierwszych. Daliśmy im tajemnicze fragmenty klipu wideo każdego z zespołów (…) Teraz cała społeczność internetowa mówi o trasie i spekuluje o zespołach w niej uczestniczących. To ekscytujące, aby móc zobaczyć ich komunikację i pozytywne reakcje na temat zbliżającej się trasy”. W jednym z wywiadów poprzedzających rozpoczęcie mini tournée, frontman Alice in Chains Jerry Cantrell stwierdził: „Naprawdę nie możemy doczekać się wspólnej trasy z naszymi przyjaciółmi z Deftones i Mastodon. Każdy z zespołów ma swój własny, rozpoznawalny styl, więc połączenie tego wszystkiego będzie fantastycznym widowiskiem i świetną zabawą”.
Występy rozpoczęły się 16 września koncertem w Chicago, a zakończyły 16 października w Las Vegas. W trakcie trwania tournée, zespoły występowały w halach sportowych i amfiteatrach na terenie Ameryki Północnej. Podczas koncertu w KeyArena w Seattle 8 października, zespół Alice in Chains zarejestrował swój występ w formacie 3D.
W wywiadzie udzielonemu dziennikowi „Los Angeles Times” w 2013, Cantrell stwierdził, że główny pomysł na riff do utworu „Hollow” (promującego album The Devil Put Dinosaurs Here z 2013), przyszedł mu do głowy podczas ostatniego koncertu w ramach trasy Blackdiamondskye, który odbył się 16 października w Las Vegas.

### Setlista
| Setlista |
| --- |
| 1. „Them Bones” 2. „Dam That River” 3. „Rain When I Die” 4. „Again” 5. „Check My Brain” 6. „Your Decision” 7. „No Excuses” 8. „Grind” 9. „We Die Young” 10. „Acid Bubble” 11. „Lesson Learned” 12. „It Ain’t Like That” 13. „Rooster” 14. „Nutshell” 15. „Man in the Box” 16. „Would?” Uwagi: - Na występach nieregularnie grane były: „Love, Hate, Love”, „Got Me Wrong”, „Down in a Hole”, „Sickman”, „Junkhead”, „Angry Chair”, „Rotten Apple”, „Sludge Factory”, „God Am”, „Last of My Kind”, „A Looking in View” i „Black Gives Way to Blue”. |

## Odbiór

### Krytyczny

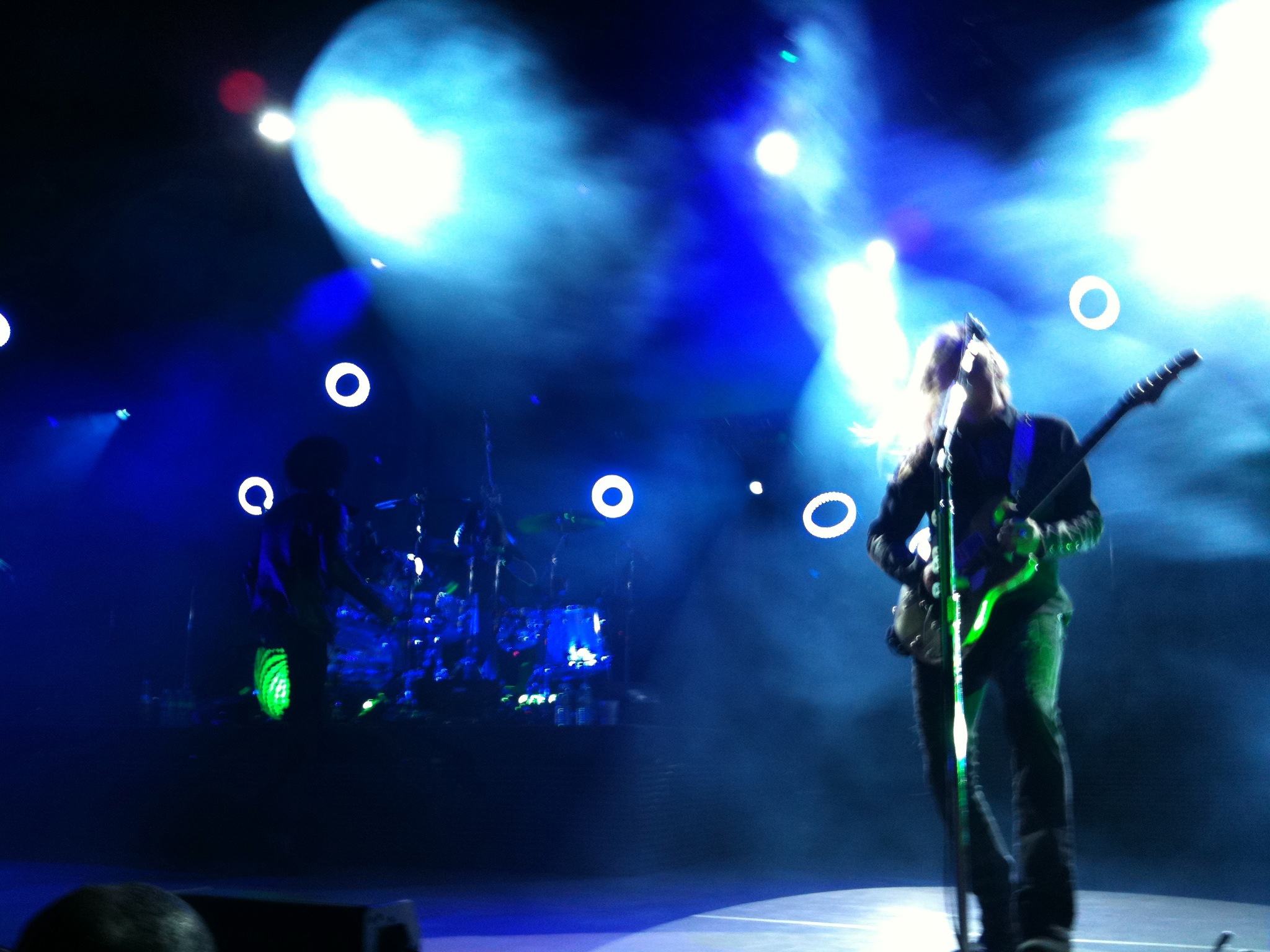
Alice in Chains podczas koncertu w Chicago, 16 września 2010

Kyle Ryan z magazynu branżowego „Spin”, recenzując występ zespołu w Chicago z 16 września, napisał w swojej recenzji: „Alice in Chains mądrze wypełnili swój set starymi utworami, otwierając «Them Bones» i opierając się na nowym albumie tylko dla czterech kompozycji z szesnastu zagranych. Gwiazdą tego wszystkiego był niewątpliwie Cantrell, który przyciągnął uwagę zgromadzonej publiczności. Po «No Excuses» ktoś z tłumu krzyknął: «Kochamy cię!, na co Cantrell odpowiedział: «kochamy cię z powrotem człowieku». Był wyraźnie wdzięczny, że jego zespołowi przyznano drugie życie. Zasłużyli na to. Na scenie Alice in Chains nie wyglądali jak zespół, który rozwijał swoje dziedzictwo (…) Nowa krew dostarczona przez DuValla uzupełniała dźwięk, zamiast odwracać jego uwagę. A piosenki takie jak «Rotten Apple», «Man in the Box» i «Would?» – bis zamykający show – wciąż brzmiały świetnie”.
Bob Mcmahon z dziennika „Riverfront Times”, odnosząc się do koncertu Alice in Chains w Saint Louis z 1 października przyznał: „Wokalista William DuVall zrobił natychmiastowe wrażenie, dumnie wskakując i ogólnie prezentując się jako charyzmatyczny frontman, a także dysponując niesamowitym podobieństwem głosu do zmarłego wokalisty Alice in Chains Layne’a Staleya (…) Alice zachowali cała swoją nieziemską moc (może z wyjątkiem kilku pierwszych piosenek, w których wokal Cantrella był zbyt niski). Alice pozostali w trybie hard rocka w swoich pierwszych pięciu utworach, przechodząc od «Them Bones» do «Dam That River» i kontynuując swój sludge metalowy, klasyczny styl. Gitarzysta i wokalista Jerry Cantrell zaprezentował kilka miażdżących solówek ku uciesze tłumu, a sam zespół w ogóle brzmiał mocno i potężnie. Set rozjaśniły dwa akustyczne uderzenia – «Your Decision» i «No Excuses», ilustrujące ich umiejętność pisania ballad i bardziej popowych kompozycji (…) Przez cały wieczór Alice prezentowali miks utworów z zeszłorocznego albumu ze starym materiałem, co dało mieszany efekt. Nowsze utwory są spójne z resztą katalogu zespołu (…), ale było jasne na jakie piosenki publiczność czekała. Wyraźnie dało się to zauważyć pod koniec setlisty, która zawierała dobry, ale zbyt długi «A Looking in View», w którym widownia była aktywna, ale mniej entuzjastyczna niż wcześniej. Wszystko zostało jednak wybaczone ostatnim utworem  «Rooster», w której publiczność śpiewała równie głośno co DuVall, i zespół oddał sprawiedliwość epickiej skali utworu. Mocne zakończenie, przeniesione na bis, zawierało solidny «Angry Chair», klasyczny «Man in the Box», którego nie można przegapić. Całość zwieńczył «Would?», a poruszająca coda doprowadziła powietrze do wieczornej jakości hard rocka”.

## Daty i miejsca koncertów

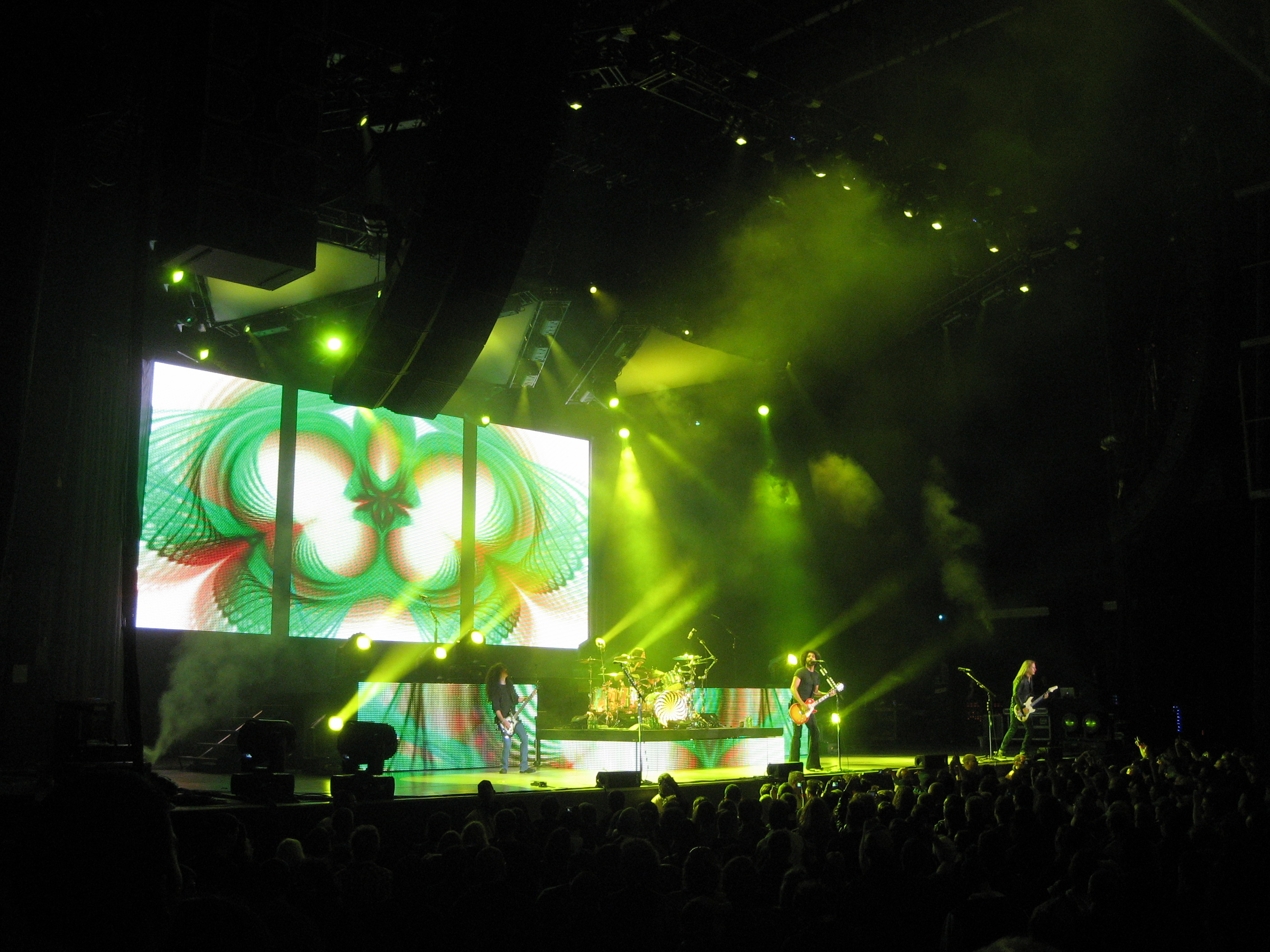
Alice in Chains podczas koncertu w Toronto, 18 września 2010

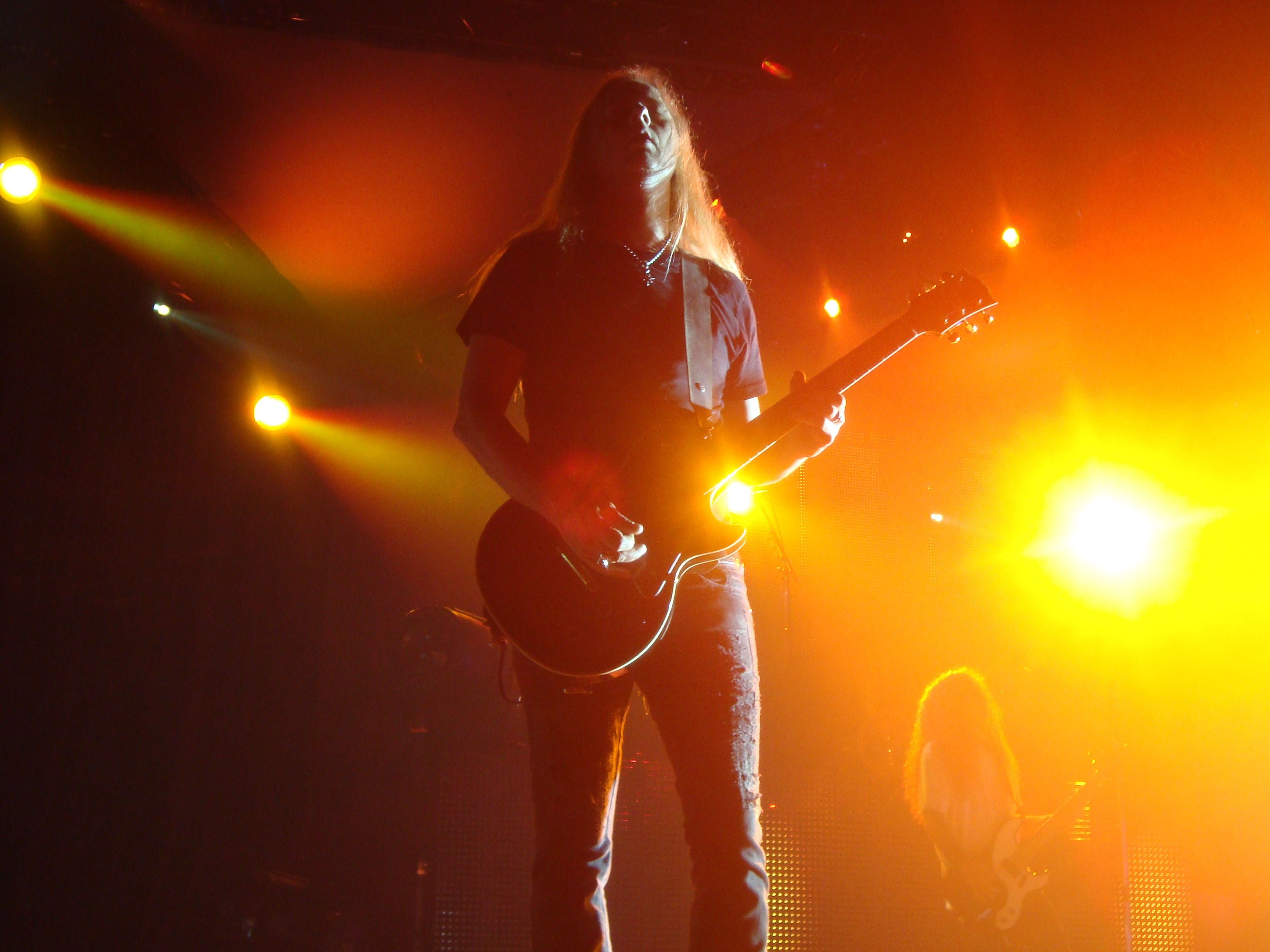
Jerry Cantrell podczas występu w San Jose, 11 października 2010

| Data                 | Miasto         | Kraj              | Obiekt                        | Support            |
| -------------------- | -------------- | ----------------- | ----------------------------- | ------------------ |
| Ameryka Północna     |                |                   |                               |                    |
| 16 września 2010     | Chicago        | Stany Zjednoczone | FirstMerit Bank Pavilion      | Deftones, Mastodon |
| 17 września 2010     | Clarkston      | Stany Zjednoczone | DTE Energy Music Theatre      | Deftones, Mastodon |
| 18 września 2010     | Toronto        | Kanada            | Molson Canadian Amphitheatre  | Deftones, Mastodon |
| 20 września 2010     | Uncasville     | Stany Zjednoczone | Mohegan Sun Arena             | Deftones, Mastodon |
| 22 września 2010     | Boston         | Stany Zjednoczone | Agganis Arena                 | Deftones, Mastodon |
| 24 września 2010     | Nowy Jork      | Stany Zjednoczone | Madison Square Garden         | Deftones, Mastodon |
| 25 września 2010     | Camden         | Stany Zjednoczone | Susquehanna Bank Center       | Deftones, Mastodon |
| 26 września 2010     | Fairfax        | Stany Zjednoczone | EagleBank Arena               | Deftones, Mastodon |
| 28 września 2010     | Atlanta        | Stany Zjednoczone | Aaron’s Amphitheatre          | Deftones, Mastodon |
| 1 października 2010  | Saint Louis    | Stany Zjednoczone | Scottrade Center              | Deftones, Mastodon |
| 2 października 2010  | Bonner Springs | Stany Zjednoczone | Cricket Wireless Amphitheater | Deftones, Mastodon |
| 4 października 2010  | Morrison       | Stany Zjednoczone | Red Rocks Amphitheatre        | Deftones, Mastodon |
| 7 października 2010  | Vancouver      | Kanada            | Rogers Arena                  | Deftones, Mastodon |
| 8 października 2010  | Seattle        | Stany Zjednoczone | KeyArena                      | Deftones, Mastodon |
| 9 października 2010  | Portland       | Stany Zjednoczone | Veterans Memorial Coliseum    | Deftones, Mastodon |
| 11 października 2010 | San Jose       | Stany Zjednoczone | Event Center Arena            | Deftones, Mastodon |
| 12 października 2010 | Los Angeles    | Stany Zjednoczone | Gibson Amphitheatre           | Deftones, Mastodon |
| 15 października 2010 | San Diego      | Stany Zjednoczone | Viejas Arena                  | Deftones, Mastodon |
| 16 października 2010 | Las Vegas      | Stany Zjednoczone | The Joint                     | Deftones, Mastodon |

## Skład
Alice in Chains
- William DuVall – śpiew, gitara rytmiczna, wokal wspierający
- Jerry Cantrell – śpiew, gitara prowadząca, wokal wspierający
- Mike Inez – gitara basowa
- Sean Kinney – perkusja

Produkcja
- Agencja koncertowa: Live Nation
- Dyrektor generalny: Velvet Hammer Music and Management Group
- Management: David Benveniste